# Zalavég, Zala
Zalavég  este un sat în districtul Zalaszentgrót, județul Zala, Ungaria, având o populație de 378 de locuitori (2011). 

## Demografie
Componența etnică a satului Zalavég
     Maghiari (93,42%)
     Romi (6,58%)
Componența confesională a satului Zalavég
     Romano-catolici (87,04%)
     Reformați (2,91%)
     Fără religie (1,85%)
     Necunoscută (8,2%)
Conform recensământului din 2011, satul Zalavég avea 378 de locuitori. Din punct de vedere etnic, majoritatea locuitorilor (93,42%) erau maghiari, cu o minoritate de romi (6,58%).  Din punct de vedere confesional, majoritatea locuitorilor (87,04%) erau romano-catolici, existând și minorități de reformați (2,91%) și persoane fără religie (1,85%). Pentru 8,2% din locuitori nu este cunoscută apartenența confesională.